# Museo Kaluz

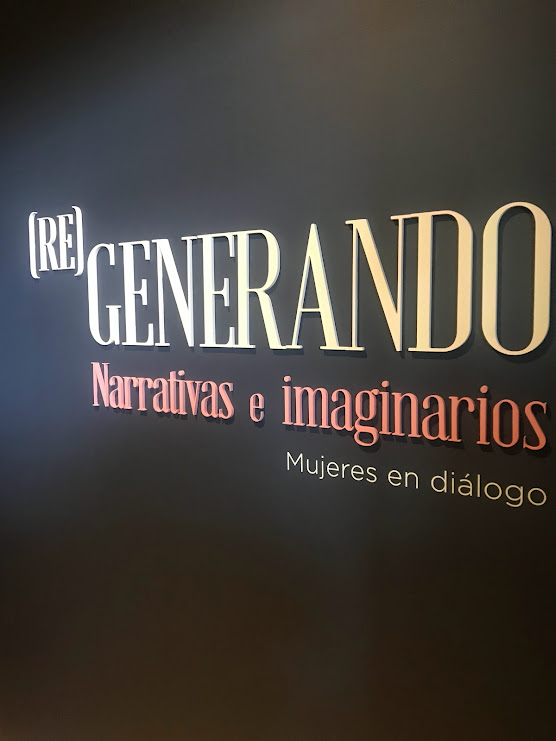
Exposición (Re) Generando Narrativas e Imaginarios mujeres en diálogo curada por Karen Cordero Reiman

Museo Kaluz es un museo de arte de la Ciudad de México ubicado en el Centro Histórico. Inaugurado en 2020, ocupa un edificio que formó parte del Antiguo Hospicio de Santo Tomás de Villanueva, que data del siglo XVIII y que ocupó en el siglo XX el Hotel de Cortés. Alberga la Colección Kaluz, perteneciente al empresario Antonio del Valle Ruiz.

## Historia
El museo fue creado en un edificio histórico en el cruce del Paseo de la Reforma y Avenida Hidalgo, originalmente el Antiguo Hospicio de Santo Tomás de Villanueva. Data de 1790 y perteneció a la orden de los agustinos recoletos. Posterior a la Desamortización de bienes eclesiásticos en México, el edificio tuvo otros usos incluyendo ser una vecindad; en ella nacería Germán Valdés «Tin Tan». En el siglo XX fue establecido ahí el Hotel de Cortés, mismo que funcionó hasta la creación del Museo Kaluz.
Luego de obras de restauración y reacondicionamiento el museo fue inaugurado el 22 de octubre de 2020 por Claudia Sheinbaum, jefa de gobierno de la Ciudad de México.

## Colección
La colección del museo fue iniciado por el empresario Antonio de Valle y es administrada por la Fundación Kaluz. Se enfoca en el arte mexicano, centrado en temáticas como el paisaje, la pintura de costumbres y la naturaleza muerta. Cuenta con acervos considerables de artistas como el Dr. Atl y José María Velasco, así como Joaquín Clausell, David Alfaro Siqueiros, José Clemente Orozco, Manuel Rodríguez Lozano y Ángel Zárraga. Igualmente cuenta con colecciones de artistas mujeres mexicanas  y extranjeras de los siglos XIX al XXI como Alice Rahon, Fanny Rabel, Eulalia Lucio, Rosario Cabrera, Rocío Caballero, Manuela Ballester, Angelina Beloff, Olga Costa, María Izquierdo, Lucinda Urrusti, Josefa Sanromán, Elvira Gascón, Teresa Velázquez, María Gimeno y Concha Toussaint, entre otras.

## Instalaciones
El museo cuenta con diversas instalaciones:
- Salas de exposición en las cuales se aloja su colección permanente.
- Terraza, en donde se encuentra un Observatorio Urbano, mismo que explica el entorno histórico y arquitectónico en donde se encuentra el museo. También cuenta con una cafetería.
- «Jardín urbano». Al exterior del museo, en el muro colindante con Paseo de la Reforma y la estación del metro Hidalgo, se encuentra la obra mural «Jardín urbano» de Vicente Rojo.

## Referencias

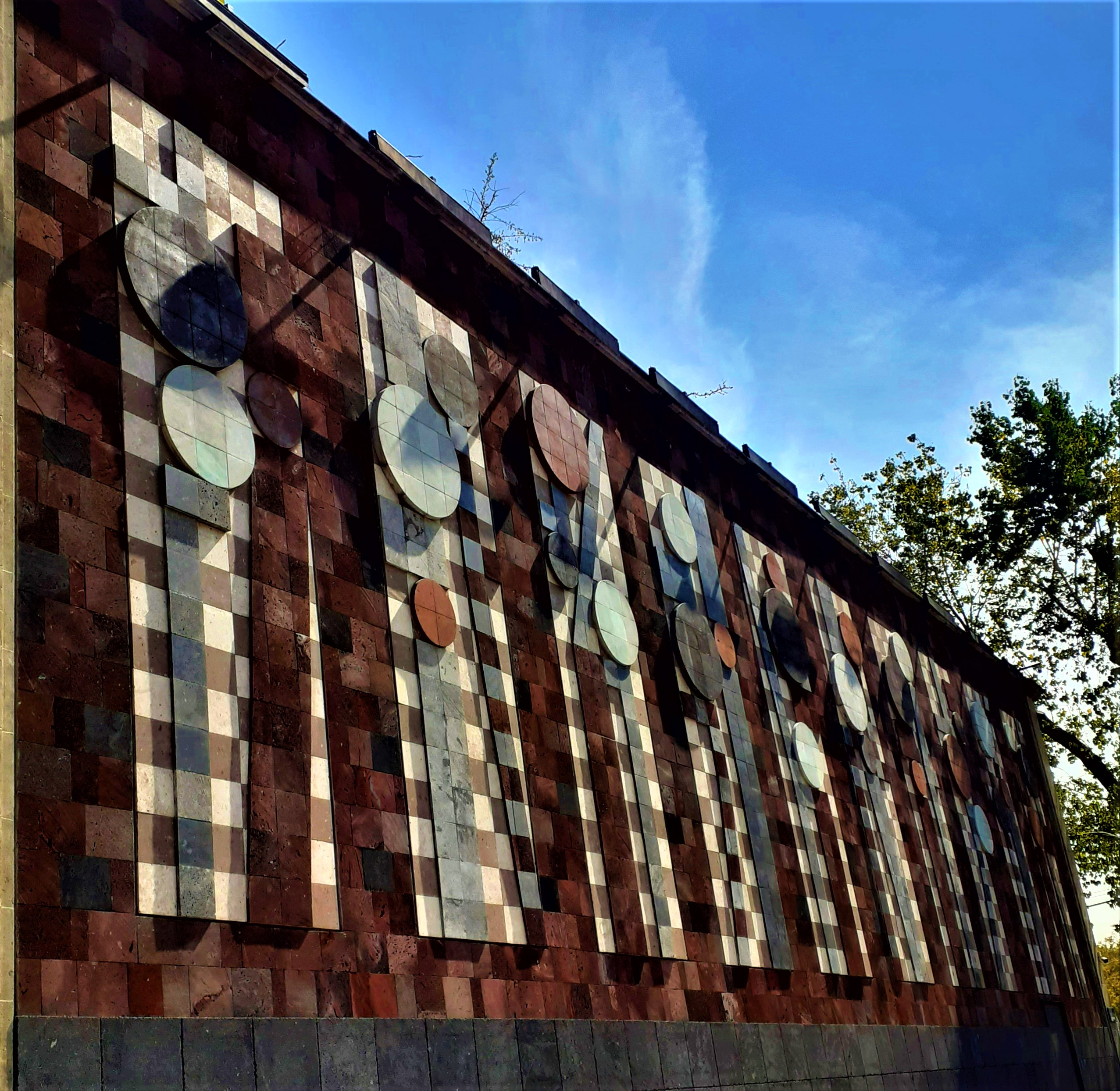
"Jardín Urbano" mural de Vicente Rojo en el exterior del Museo Kaluz, 2019